# Loxopus multicolor
Loxopus multicolor är en stekelart som beskrevs av Dmitriy R. Kasparyan och Ruiz-cancino 2005. Loxopus multicolor ingår i släktet Loxopus och familjen brokparasitsteklar. Inga underarter finns listade i Catalogue of Life.